# Xylotrechus arunensis
Xylotrechus arunensis là một loài bọ cánh cứng trong họ Cerambycidae.